# Reverse Takeover
Ein Reverse Takeover (auch RTO für reverse takeover operation) ist eine Unternehmensübernahme, bei der ein Unternehmen ein höher bewertetes Unternehmen übernimmt. Die Eigentümer des übernommenen Unternehmens halten nach Abschluss der Transaktion die Mehrheit des übernehmenden Unternehmens.

## Funktionsweise
Bei einem Reverse Takeover kommt es zu einem Anteilstausch. Der Anteilstausch kann durch eine Sacheinlage der Geschäftsanteile des höher bewerteten Unternehmens in das niedriger bewertete Unternehmen erfolgen. Dabei erhalten die bisherigen Anteilseigner der übernommenen Gesellschaft durch eine Kapitalerhöhung neue Anteile der übernehmenden Gesellschaft. Dies hat zur Folge, dass die ehemaligen Eigentümer der größeren Gesellschaft im Ergebnis die Kontrolle über die (nunmehrige) Muttergesellschaft erlangen.
Der Anteilstausch kann auch durch eine Verschmelzung des höher bewerteten Unternehmen auf das niedriger bewertetes Unternehmen erfolgen (reverse merger).
Ein Reverse Takeover ist oft dann sinnvoll, wenn ein Unternehmen eine Börsennotierung erreichen möchte, ohne den üblichen Prozess einer Börseneinführung zu durchlaufen (daher auch der name Reverse IPO oder Backdoor IPO), da bei der Transaktion die Börsennotierung der übernehmenden Gesellschaft erhalten bleibt.

## Beispiele
Beispiele für ein reverse takeover sind der Erwerb der TUI durch deren Tochterunternehmen TUI Travel oder der (gescheiterte) Erwerb von Volkswagen durch Porsche.

## Abgrenzungen
Reverse takeover und Mantelkauf überschneiden sich teilweise. An einem reverse takeover kann eine Mantelgesellschaft beteiligt sein, muss es jedoch nicht. Ebenso ist ein Mantelkauf ohne einen reverse takeover möglich, z. B. wenn eine Mantelgesellschaft durch einen Asset Deal mit neuem Vermögen ausgestattet wird.
Special Purpose Acquisition Companies sind börsennotierte Gesellschaften ohne operatives Geschäft, die nicht börsennotierte Unternehmen erwerben. Durch eine Fusion mit dem SPAC erhalten die bisherigen Anteilseigner des übernommenen Unternehmens Aktien des SPAC (der in der Folge in der Regel den Namen der übernommenen Unternehmens annimmt); die Gesellschafter der übernommenen operativen Gesellschaft halten in der Regel die Mehrheit der nun börsennotierten Gesellschaft. Zudem profitiert die fusionierte Gesellschaft von der beim IPO des SPAC aufgenommenen Liquidität (z. B. Übernahme von Lilium durch einen SPAC im September 2021).